# Ray Myers
Ray Myers est un acteur, réalisateur et scénariste américain du cinéma muet né à Hot Springs (Arkansas) le 21 juin 1889 et décédé le 4 novembre 1956 à Los Angeles (Californie).

## Filmographie

### Comme acteur
- 1912 : Memories of a Pioneer
- 1912 : The Colonel's Peril
- 1912 : Blood Will Tell de Thomas H. Ince
- 1912 : For the Cause de Thomas H. Ince et Francis Ford
- 1912 : The Post Telegrapher
- 1912 : His Message
- 1912 : The Invaders
- 1912 : His Double Life
- 1912 : The Deserter
- 1912 : War on the Plains
- 1912 : The Battle of the Red Men
- 1912 : The Bugle Call
- 1912 : The Lieutenant's Last Fight
- 1912 : The Sergeant's Boy
- 1912 : The Man They Scorned
- 1912 : The Prospector's Daughter
- 1912 : The Law of the West
- 1913 : The Great Sacrifice
- 1913 : His Brother
- 1913 : Wynona's Vengeance
- 1913 : The Light in the Window de Francis Ford
- 1913 : The Coward's Atonement
- 1913 : A Black Conspiracy de Walter Edwards
- 1913 : War
- 1913 : The Battle of Bull Run
- 1913 : Taps
- 1913 : Sheridan's Ride
- 1914 : Martin Eden de Hobart Bosworth
- 1915 : Buckshot John (en)
- 1923 : Her Dangerous Path (en)
- 1923 : Notre-Dame de Paris de Wallace Worsley
- 1924 : Leatherstocking de George B. Seitz

### comme réalisateur
- 1910 : The Light in the Window
- 1910 : Clancy
- 1915 : The Little Lumberjack
- 1915 : Queen of the Band
- 1915 : The Penalty

### comme scénariste
- 1912 : War on the Plains
- 1912 : The Battle of the Red Men
- 1922 : Ridin'Wild (+ histoire)